# 마천초등학교 의탄분교
마천초등학교 의탄분교는 경상남도 함양군 마천면 금계길 1 (의탄리)에 있었던 분교이다.

## 연혁
- 1939년 6월 8일 마천공립심상소학교 부설 창원간이학교 설립 인가(1학급)
- 1943년 11월 12일 마천공립국민학교 창원분교장으로 교명 변경
- 1944년 4월 1일 의탄분교장으로 교명 변경(현 위치 이전)
- 1951년 3월 1일 의탄국민학교 설립 인가
- 1986년 3월 1일 병설유치원 개원
- 1991년 2월 20일 제40회 졸업식(누계 1614명)
- 1991년 3월 1일 마천국민학교 의탄분교장으로 격하
- 1999년 3월 1일 마천초등학교에 통합